# Ignasi Agustí i Peypoch
Ignasi Agustí i Peypoch (Lliçà de Vall, Vallès Oriental, 3 de setembre de 1913 - Barcelona, 26 de febrer de 1974) fou un novel·lista, periodista i poeta català. Entre altres activitats, va contribuir a la fundació de l'editorial Destino i va crear el Premi Nadal de literatura. Va dirigir, durant un període molt breu, el diari Tele-exprés. No obstant això, probablement és més conegut per la seva novel·la Mariona Rebull, en què reprodueix l'episodi del llançament d'una bomba al Liceu l'any 1893 i, retrata la burgesia catalana de principis del segle passat. L'obra va ser portada al cinema per José Luis Sáenz de Heredia el 1947. Més de seixanta anys més tard, Carles Balagué va recuperar aquesta temàtica en el seu documental La bomba del Liceu.

## Biografia
Ignasi Agustí estudià als jesuïtes i es llicencià en dret a Barcelona. Va començar escrivint en català i, així, publicà el recull de poesies El veler (1932), el drama en vers L'esfondrada (1934) i la narració Benaventurats els lladres (1935).
En la seva joventut, col·laborà amb diaris com La Veu de Catalunya o Mirador, i als vint-i-dos anys fou el director de L'Instant.
Militant de la Lliga Regionalista, en esclatar la Guerra Civil fugí de Catalunya per establir-se a la zona franquista on col·laborà amb Josep Vergés i Matas en la fundació de la revista Destino, portaveu dels falangistes catalans.
Acabada la Guerra, tornà a Barcelona i reprengué la seva activitat literària només que escrivint en castellà. Agustí arribà a dirigir Destino i, durant uns mesos, el diari barceloní Tele/eXpres. Des de 1962 fins a 1971, Ignasi Agustí fou el president de l'Ateneu Barcelonès.
La part més destacada de l'obra literària d'Ignasi Agustí és el conjunt de novel·les que aplegà en la sèrie titulada La ceniza fue árbol, on hi explica la història d'una família burgesa barcelonina des de la Guerra de Cuba fins a l'esclat de la Guerra Civil.
Els seus manuscrits es conserven a la Biblioteca de Catalunya.

## Obra

### Poesia
- Montcada (1930), poema presentat als Jocs Florals de Barcelona[3]
- Urna galant (1931), poema presentat als Jocs Florals de Barcelona[4]
- Versos del meu paisatge (1931), poema presentat als Jocs Florals de Barcelona[5]
- El veler (1932)

### Teatre
- L'esfondrada (1934)

### Novel·la
- Benaventurats els lladres (1935)
- Un siglo de Cataluña (1940)
- Los surcos (1942)

La ceniza fue árbol
- Mariona Rebull (1943)
- El viudo Rius (1944)
- Desiderio (1957)
- Diecinueve de julio (1965)
- Guerra civil (1972)

### Memòries
- Ganas de hablar (1974)